# Асунсан (Параиба)
Асунсан (порт. Assunção) — муниципалитет в Бразилии, входит в штат Параиба. Составная часть мезорегиона Борборема. Входит в экономико-статистический микрорегион Карири-Осидентал. Население составляет 3307 человек на 2006 год. Занимает площадь 126,427 км². Плотность населения — 26,2 чел./км².

## Статистика
- Валовой внутренний продукт на 2003 год составляет 6 774 857,00 реалов (данные: Бразильский институт географии и статистики).
- Валовой внутренний продукт на душу населения на 2003 год составляет 2152,12 реалов (данные: Бразильский институт географии и статистики).
- Индекс развития человеческого потенциала на 2000 год составляет 0,611 (данные: Программа развития ООН).